# Hylopezus nattereri
A Hylopezus nattereri a madarak osztályának verébalakúak (Passeriformes) rendjébe és a hangyászpittafélék (Grallariidae) családjába családjába tartozó  faj.

## Rendszerezése
A fajt Oliverio Mario Pinto írta le 1937-ben, a Grallaria nembe Grallaria nattereri néven. Sorolták a Cryptopezus nembe Cryptopezus nattereri  néven is.

## Előfordulása
Argentína, Brazília és Paraguay területen honos. Természetes élőhelyei a szubtrópusi és trópusi síkvidéki és hegyi esőerdők.

## Megjelenése
Testhossza 13 centiméter.

## Természetvédelmi helyzete
Az elterjedési területe nagyon nagy, egyedszáma pedig stabil. A Természetvédelmi Világszövetség Vörös listáján nem fenyegetett fajként szerepel.